# 忍者小説
忍者小説（にんじゃしょうせつ）、忍法小説（にんぽうしょうせつ）は、時代小説・歴史小説の一分野で、忍者（忍術使い）、忍法を扱った小説。
忍者が主に活躍したのは戦国時代から江戸時代初期までであったが、その後の時代でも隠密や御庭番を題材にした作品が書かれている。

## 歴史と作品

### 近世まで
江戸時代以降の文芸では、浅井了意による怪異譚集『伽婢子』(1666年)には、上杉謙信の元で幻術や超人的な忍術を使う「飛加藤」という忍者が登場するが、『甲陽軍鑑』の補足・要約である『甲陽軍鑑末書結要本』(1661年)にも同様の飛加藤などの逸話が登場しており、またこれらの内容は中国の明代の長編小説『平妖伝』や、随筆集『五雑組』(1619年)の内容に含まれているもので、志怪小説・伝奇小説の明代の叢書『五朝小説』「剣侠伝」の「崑崙奴」にもある。『伽婢子』の中の、武田信玄の寝所から「古今和歌集」が忍び（窃）の者に盗まれる「窃の術」の話も、『五朝小説』「剣侠伝」の「田膨郎」に同様の話ある。
軍記物の中にも忍者は登場し、寛文頃の『難波戦記』で、大坂の陣での真田幸村の活躍を描く中で、徳川方が忍者を活用することが記されている。その影響で書かれた作品群の中で『厭蝕太平楽記』（明和以前に成立）は豊臣贔屓で書かれ、真田配下の猿飛佐助や、のちに真田十勇士と呼ばれる忍者・武士の姓を持つ者が登場する。この後に書かれた人形浄瑠璃の近松半二ら作『近江源氏先陣館』(1769年)、『鎌倉三代記』(1781年)は大坂の陣を鎌倉時代に仮託して書かれたもので、忍び装束の忍者が登場した。『本朝盛衰記』(1825年)では猿飛佐助、霧隠浅右衛門ら忍者の活躍が多くなっている。江戸末期に成立した実録体小説『真田三代記』では大坂の陣以前でも忍者の活躍が多く登場する。
三浦浄心『北条五代記』(1641年)では北条氏が用いた風魔忍者、香川景継『陰徳太平記』(1717年)では毛利元就ら毛利氏や尼子経久ら尼子氏が用いた忍者のことが記されている。実録体小説『賊禁秘誠談』（成立年不明）では盗賊の石川五右衛門が忍者として描かれるようになり、これを踏襲した五右衛門像による歌舞伎『金門五山桐』(1778年)や人形浄瑠璃の若竹笛躬・並木千柳『木下蔭狭間合戦』(1789年)などが上演された。また読本の武内確斎・岡田玉山『絵本太閤記』(1797-1802年)も石川五右衛門が中心の巻がある。化政期の読本の中では、栗杖亭鬼卵『新編陽炎之巻』(1807年)などでも忍者が登場する。感和亭鬼武『自来也説話』(1806-07年)や、美図垣笑顔らによる合巻『児雷也豪傑譚』(1839-68年)で、蝦蟇の妖術を使う盗賊自来也（児雷也）が登場し、歌舞伎の河竹黙阿弥『児雷也豪傑譚話』(1852年)などとして上演されている。松浦静山の随筆集『甲子夜話』(1821-1841年)の中にも伝聞による忍者の話として、松本藩家臣で甲賀二十一家の一つ芥川家の子孫の話などが記されている。
諏訪や近江などに残る伝説の甲賀三郎は、甲賀流忍術の開祖ともされ、敢國神社にも祠跡があるが、浄瑠璃本『諏訪本家兼家』(1647年)では地底の国を遍歴する伝説に地獄めぐりを結び合わせた物語となっており、近松門左衛門の作とされる『甲賀三郎』(1704年)では忍術に似た空想が加わり、竹田出雲『甲賀三郎窟物語』(1735年)ではさらに技巧的になっている。

### 近代の作品
明治になると大坂の陣についての出版が自由になり、活版印刷による『増補難波戦記』(1883年)などが出版された。講談でも神田伯龍による『難波戦記』（丸山平次郎速記本、1899年）、玉田玉秀斎『真田幸村諸国漫遊記』（山田酔神速記本、1903年）などが演じられた。1890年代には講談の速記を出版することが行われるようになり、その後速記を使わない書き講談である立川文庫が1911年に創刊され、猿飛佐助、霧隠才蔵やその他の真田十勇士をはじめとする忍者たちもヒーローとして描かれて人気となっていた。大正期の同種の文庫シリーズの、武士道文庫、怪傑文庫などでも忍者の登場する作品が刊行された。
続いて尾上松之助の『豪傑児雷也』(1921年)などのトリック撮影を駆使した忍術映画はブームとなり、大衆文芸においては白井喬二『忍術己来也』(1922年)などが書かれ、その破天荒さは芥川龍之介に、空想だけで書いてるなら大したものだとも評されるものだった。国枝史郎『蔦葛木曽桟』(1926年)も百地三太夫、霧隠才蔵などの忍術使いが登場する伝奇小説。
その後も、織田作之助『猿飛佐助』(1946年)や、戦後になって山本周五郎「忍術千一夜」(1948年)、林芙美子『絵本猿飛佐助』(1950年、未完)が書かれた。富田常雄『猿飛佐助』(1948年)はカストリ雑誌『りべらる』に連載された、関ヶ原後の真田幸村の蟄居生活を背景にした佐助の青春を描いた作品で、エロティシズムを取り入れた描写もあって人気となり、雑誌発行部数を大幅に増やし、藤田進主演の映画もヒットした。また杉浦茂の漫画『猿飛佐助』『少年児雷也』なども人気を得た。織田作之助は、坂口安吾が『猿飛佐助』を書くと言いながら書きあぐねていたのを「ぢや俺がかいてやらう」と書いたもので、ニーチェのパロディから駄洒落、風刺のあふれる戯作文学となった。少女時代に貸本屋の講談本を愛読したという林芙美子は、夫の手塚緑敏の故郷に近い鳥居峠を、講談と同じく猿飛佐助の出身地として、登場人物の内面をていねいに描き、佐助は忍術は使うが人は殺さないという人物像にしている。

### 忍者ブームの発生
1958年に発表された司馬遼太郎『梟の城』では、忍者は「無償の精神に徹し、おのれの技法に自己陶酔することのみに生き甲斐を感じる特異な職業集団」として捉えた現代的な感覚で描かれて、直木賞を受賞。同じ1958年に書き始められた山田風太郎の忍法帖シリーズでは奇想天外な忍術が用いられ、1963年に『山田風太郎忍法全集』（全15巻）として刊行されると半年間に300万部を売るベストセラーとなり、また忍術を忍法と呼ぶことが定着した。1960年の村山知義『忍びの者』は「忍者の生活を写実的な手法」（北上次郎）で描いてベストセラーとなり、これらの作品に加えて、白土三平の漫画『忍者武芸帳』（1959-62年）や横山光輝『伊賀の影丸』(1961年-)の人気とも相まって、五味康祐『柳生武芸帳』(1956年)から始まる剣豪小説ブームに続いて、忍者小説ブームとも呼ばれるようになった。1964年には東都書房から新書版の『忍法小説全集』全18巻が発刊され、1963-64年には雑誌『忍者読切小説』『忍者小説集』（高橋書店）も刊行された。
これらの作品は、「印を結んでドロンと消える講談調の忍者象を排し、新たな忍者像を立ち上げた」と言われるものだった。
尾崎秀樹は、忍術ブームは、文化・文政期の歌舞伎による第一次ブーム、大正期の立川文庫などによる第二次ブーム、戦後のものが第三次ブームと見なしている。この時代の忍者ブームは、社会のメカニズムに抑圧されている人々が個性的な生き方、人間性の回復を忍者に託した一つの形とも考えられている。
吉丸雄哉はこの分類を「マスメディアの更新期」に起こるとしたのは慧眼としつつ、江戸時代には宝暦以降に忍術物で黒装束、覆面、手裏剣、魔法的な忍術が定着し、それ以降の化政期までにも多くの演劇作品が存在したこと、昭和20年代には表現の規制が一変したことによると指摘し、第三次ブームの特徴として、日中戦争以降の抑圧から反動、くのいちの登場、唯物史観、サラリーマン向け、科学的な裏付けの忍術、を挙げている。
また欧米において、映画『007は二度死ぬ』(1967年)やテレビドラマ『将軍 SHŌGUN』(1980年)で登場する忍者が大きな影響を与え、1980年代にはショー・コスギによるアメリカの忍者映画『燃えよNINJA』(1981年)などが日本に逆輸入された。

## 代表的な作品
猿飛佐助は、玉田玉秀斎の講談『忍術名人猿飛佐助』の口述が1910年に松本金華堂から刊行され、1913年に立川文庫から刊行されて人気となった。その人物像は「義理人情厚く、明朗快活であり、弱者に味方して、権力、体制に刃向かう」という、それまでの忍者像とは異なって共感を呼ぶものとなっており、物語も豊臣方を善玉、徳川方を悪玉として、立川文庫を生んだ大阪人の意識が現れたものだった。
「剣豪小説」ブームの引き金となった五味康祐『柳生武芸帳』では、柳生の忍者の活躍があり、忍者の使う道具（忍具）を具体的に紹介することにより、「合理的科学的に忍術を描いた」という点で画期的なものであり、また「くノ一」という女忍者を創作した。都筑道夫『魔界風雲録（かがみ地獄）』(1954年)は、真田大助、猿飛佐助らが活躍する伝奇小説。
司馬遼太郎『梟の城』では、忍者は「無償の精神に徹し、おのれの技法に自己陶酔することのみに生き甲斐を感じる特異な職業集団」（縄田一男）と言われ、司馬自身もエッセイ「わが小説-梟の城」において、執筆当時まだ新聞記者であった立場から「職業的出世をのぞまず、自分の仕事に異常な情熱をかけ、しかもその功名は決してむくいられる所はない」「無償の功名主義」への理解を述べている。司馬はその後も忍者ものの短編や長編『風神の門』(1962年)などを発表し、忍豪作家とも呼ばれた。『最後の伊賀者』(1960年)に収められた短編は、いずれも上忍と下忍の対立を主題にしている。
『甲賀忍法帖』(1959年)に始まる山田風太郎の忍法帖シリーズでは、合理的風な説明を付けてはいるものの荒唐無稽と言っていい技を使って戦い、「忍法帖はマゲモノのSF」と呼ばれたりしたが、「歴史を虚構化するのではなく、むしろ虚構によって歴史を捉え直した」（縄田一男）とも評され、時に伝奇小説的な作品となっている。山田風太郎は当時『妖異金瓶梅』(1954年)シリーズを書いていたところ編集者から108人の豪傑の武術を描く「風太郎水滸伝」を書いてみないかと勧められたが、108の忍術を創造することを思いついてこれらを執筆し、「忍法帖」という題は、当時は忍術よりも忍法という言葉が定着していないところから付けた。また『くノ一忍法帖』(1961年)をはじめとしたシリーズ作品ででは女忍者を描いて人気となり、「くノ一」という言葉が女忍者を指すものとして定着するようになり、「忍法筒涸らし」や「忍法やどかり」なども流行語になった。講談社出版部は山岡荘八『徳川家康』、『山本周五郎全集』に加えて『山田風太郎忍法全集』によって「三山」当てたとも言われ、自身も1970年刊の短編集『忍法関ヶ原』著者コメントで「これで忍法帖シリーズ第三十七冊目。これだけに丸十二年」「よくまあこれだけ書いたものだとわれながら呆れている」と記すほどの執筆量だった。『山田風太郎忍法全集』に続いて講談社の『風太郎忍法帖』シリーズ（全10巻、1967年）が刊行された他、忍法帖以前の山田風太郎作品集も各社から刊行されるようになり、1999年には講談社文庫版『山田風太郎忍法帖』シリーズ（全14巻）が出るなど、長く人気を保っている。
演劇を中心に活動していた村山知義は、「現在の日本人という民族の性格がどういうふうに形成されたか」に興味をもち、それを戯曲や小説にしようとしていたが、戦国時代から題材を得ようと伊賀上野を訪ねた際に、市役所に勤めていた奥瀬平七郎に忍術について教えられて『忍びの者』を執筆した。『忍びの者』の忍術は科学的、合理的に説明されたものだったが、石川五右衛門を階級闘争の闘士として描いたところに特徴がある。村山は1932年に治安維持法違反で捕まった時に留置場の司法主任に変装して街を連れ歩かれた経験から、「忍術の一部が警視庁に伝わり、戦時中の中野のスパイ学校に受け継がれた、ということを私は実感をもって受け取ることができた」とも述べており、戦後の忍者小説が「組織と人間、あるいは政治の非情さといった今日的な問題を打ち出していたことを示している」。
眠狂四郎シリーズのニヒルなヒーロー像で人気を得ていた柴田錬三郎の『赤い影法師』(1960年)、『南国群狼伝』(1961年)や、柴練立川文庫シリーズと呼ばれる『猿飛佐助』(1962年)『真田幸村』などは、小説が読者にとって「自分たちがとうてい思いつかない、突飛な空想を表現してくれている、という取り柄」が必要という創作信条による忍者伝奇小説であり、また人物の自虐や哀しみの心象とストーリーは「従来の講談ネタを用いつつも、作者の主張を反映して極めて現代文学的な土壌で成立している」（縄田一男）ものとなっている。『忍者からす』(1964年)は室町時代前期から江戸時代後期にかけての、熊野権現の兵力としての忍者の歴史との関わりを描いている。柴田もまた「『忍術』というのはいかにも古色蒼然としている言葉なので『剣法』があるから『忍法』というものがあってもよかろうと勝手に、決めてそれをつかった」と述べている。
早乙女貢は風魔忍者と伊賀忍者の戦いを描く『風魔忍法帖』(1962年)、伊賀忍者である石川五右衛門と服部半蔵の確執を題材にした『忍法秘巻』シリーズ(1963年)、江戸初期における架空の不知火一族の忍者が主人公の『忍法かげろう斬り』(1973年)、豊臣秀吉暗殺のために来朝した南蛮妖術者を甲賀忍者が迎え討つ『死神伝奇』(1980年)など多数の忍者小説を書き、忍法を「個々の超人的な修行の結果」で「そのわざを生かして、水火の相反する原理を応用現出せしめるところに、計り知れぬ妖異の世界がひらかれる」（『忍法関ヶ原』1965年）ものとして、数多くの忍法を登場させながら、代表作である歴史小説『會津士魂』と同様に「歴史の中に存在した名も無き者たち、もしくは不当に歴史の裏面に追いやられていった者たちを描くという点において、常に一貫している」もので、また「忍びのスリルと女体のエロティズムが横溢する」作品となっている。
池波正太郎も『夜の戦士』(1964年)、『忍者丹波大介』(1965年)などいくつかの忍者小説を書き、「忍び」について「彼らの生態も、歴史の流れの中で、その影響を少なからずうけ、徐々に、そして激しく変わっていった」という姿を描き、その「苦悩する人間たちの姿は、現代のわれわれ自身のそれとどう違うだろうか」（佐藤隆介）と評されるものとなっている。
NHK大河ドラマ「風と雲と虹と」の原作となった海音寺潮五郎『海と風と虹と』(1967年)に登場する、藤原純友に関わる流浪芸人団は、音曲とともに観客相手の奇術として忍びの術を行う、忍者の原型のように描かれている。斎藤栄の現代ミステリ『奥の細道殺人事件』(1970年)では芭蕉忍者説を題材にし、『小説天野宗歩』（1977-1993年、改題『棋聖忍者・天野宗歩』）は、江戸末期の将棋指し天野宗歩が、幕府に命じられて各地を探索する忍者であったという設定の物語となっている。忍者の研究者でもあった戸部新十郎は、大作『服部半蔵』全10巻(1987-89年)など、「忍びの術を文化・芸術の一環として捉え」た作品を発表している。南原幹雄『御庭番十七家』(1981年)は徳川吉宗配下の御庭番を題材にした連作集で、小松重男『御庭番秘聞』(1990年）も御庭番と隠密について史伝的に描いた作品。
網野善彦ら歴史学者の研究に刺激を受けて、非農業民の視点を取り入れた隆慶一郎は、『花と火の帝』(1990年)では八瀬童子を天皇（後水尾天皇）の隠密とする忍者像を生み出した。

## 作品集
- 『忍法小説全集』（全18巻）東都書房、1964-65年
  - （柴田錬三郎、司馬遼太郎、富田常雄、池波正太郎、角田喜久雄、村山知義、島田一男、白石一郎、山田風太郎、中田耕治、秋永芳郎、大塚雅春、童門冬二）
- 縄田一男編『時代小説を読む 忍之巻』大陸書房 1990年
  - (分冊化1)縄田一男編『日本忍者列伝 時代小説を読む』大陸書房、1992年
    - （山田風太郎、南原幹雄、戸部新十郎、柴田錬三郎、大坪砂男、五味康祐、村上元三、野村胡堂）

  - (分冊化2)縄田一男編『日本妖忍列伝 時代小説を読む』大陸書房 1992年
    - （小松重男、宮崎惇、神坂次郎、新宮正春、早乙女貢、南条範夫、小松左京）
- 縄田一男編『闇を飛ぶ 時代小説ベストセレクション7』講談社、1994年
- （司馬遼太郎、山田風太郎、多岐川恭、戸部新十郎、新田次郎、神坂次郎、早乙女貢、小松左京）
- 縄田一男編『闇に生きる 時代小説の楽しみ2』新潮社、1994年
  - （柴田錬三郎、南條範夫、笹沢佐保、早乙女貢、新宮正春、戸部新十郎、池波正太郎、山手樹一郎、徳永真一郎、五味康祐、小松重男、南原幹雄、藤沢周平、司馬遼太郎、土師清二、角田喜久雄、山田風太郎）
- 細谷正充編『神出鬼没! 戦国忍者伝』PHP研究所、2009年
  - （五味康祐、滝口康彦、神坂次郎、綱淵謙錠、光瀬龍、徳永真一郎、柴田錬三郎、戸部新十郎）
- 細谷正充編『くノ一、百華 時代小説アンソロジー』集英社、2013年
  - （池波正太郎、岩井三四二、岡田稔、風野真知雄、戸部新十郎、山田風太郎）
- 縄田一男編『忍者だもの 忍法小説五番勝負』新潮社、2015年
  - （池波正太郎、柴田錬三郎、織田作之助、平岩弓枝、山田風太郎）
- 末國善己編『真田忍者、参上! 隠密伝奇傑作集』河出書房、2015年
  - （柴田錬三郎、山田風太郎、宮崎惇、嵐山光三郎、田辺聖子、池波正太郎）
- 『忍者と剣客 冒険の森へ 傑作小説大全2』集英社、2016年
  - （山田風太郎、柴田錬三郎、綱淵謙錠、津本陽、滝口康彦、五味康祐、江國香織、清水義範、逢坂剛、小泉八雲）

## 注